# Sixto Espinosa Peralta
Sixto Espinosa Peralta (Berja, 1855-Almería, 1921) fue un jurista y escritor español.

## Biografía
Habría nacido en 1855 en la localidad almeriense de Berja. Hijo de Cristóbal José Espinosa, logró el título de doctor en Derecho. Fue miembro del Cuerpo de Archiveros-Bibliotecarios, carreras que cursó en las Universidades de Granada y de Madrid y en la Escuela especial de Diplomática. Consideraciones sobre el duelo se titulaba su discurso leído en su graduación. Lo publicó en 1874 en las columnas de La Crónica Meridional. En ese mismo periódico fue publicando sucesivamente, en número considerable, diversos ensayos literarios. Impartió discursos en el Ateneo de Almería, institución para la que desempeñó varios cargos, además de ser autor de los estudios leídos ante esa misma asociación en sesiones y festividades. Entre estos se encontraron los que versaban acerca de Portugal y la casa de Austria y sobre La emancipación de la mujer. Falleció el 12 de abril de 1921 en Almería. Fue padre, junto a Isabel Orozco García, de Sixto Espinosa Orozco.